# Jesus and the Gospelfuckers
Jesus and the Gospelfuckers was tussen 1977 en 1983 een Nederlandse hardcore punkband.

## Geschiedenis
Fred Schrijber (zijn bijnaam was Jezus) was frontman van de band.
 Zijn broer Bob (voormalig wereldkampioen in mixed martial arts.) , Mark de Haas en Tos Nieuwenhuizen completeerden de band. De band werd in 1977 in Haarlem, na het zien van Sex Pistols, geformeerd. Aanvankelijk speelde de band in de stijl van de Sex Pistols. Na het horen van Discharge namen ze snelheid en gitaarsolo's van deze band over.
Door de gewelddadige reputatie kreeg de band steeds minder optredens. In 1981 kwamen Tos Nieuwenhuizen, als gitarist, en Josje als drummer bij de band. In 1983 brak de band op, drugs en geweld waren daarvan de oorzaak. Enkele bandleden maakten een doorstart als Agent Orange, Tos Nieuwenhuizen speelde later nog in de bands GOD en Sunn O))). In 2002 werd het complete werk van Jesus and the Gospelfuckers en Agent Orange uitgebracht op een LP/CD: "Couldn't Care Less".